# Lucemburský frank
Lucemburský frank (lucembursky Lëtzebuerger Frang, francouzsky franc Luxembourgeois, německy Luxemburger Franken) byl oficiální měnou Lucemburského velkovévodství. Jeho ISO 4217 kód byl LUF. Jedna setina franku se nazývala cent.

## Status a historie měny
Lucembursko a sousední Belgie spolu spolupracují v rámci Belgicko-lucemburské ekonomické unii. Jejich měny - lucemburský a belgický frank - byly mezi lety 1922 a 1999 (s výjimkou období mezi 1935 a 1944) pevně propojené v paritním kursu 1:1. Teoreticky bylo tedy možno používat lucemburské franky na belgickém území a naopak, v praxi však obchodníci často odmítali přijímat měnu sousedního státu. Při zavedení eura jako bezhotovostní měny byl směnný kurs mezi frankem a eurem stanoven na 1 EUR = 40,3399 LUF (resp. BEF). Od roku 1999 byl frank pouze dílčí jednotkou eura, od 1. ledna 2002 je po krátkém duálním oběhu franku a eura v oběhu pouze euro.

## Mince a bankovky
Posledními mincemi lucemburského franku před zavedením eura byly mince o hodnotách 1, 5, 20 a 50 franků. Poslední emise mincí byla vydána v roce 1987.

Bankovky byly vydány pouze v hodnotách 100, 1000 a 5000 franků. Na všech bankovkách byl vyobrazen velkovévoda Jean. Poslední série bankovek byla do oběhu uvedena v roce 1985.
Mince i bankovky vydával Lucemburský peněžní institut (Institut Monetaire Luxembougeois), který má sídlo v Lucemburku. Lucemburské bankovky šlo vyměnit za eura jen do 1. března 2012.